# Сквер Победы (Биробиджан)
Сквер Победы — сквер в центре Биробиджана неподалёку от железнодорожного вокзала. Основан 8 мая 1975 года к 30-летию победы в Великой Отечественной войне.

## История
Сквер был открыт 8 мая 1975 года. Согласно решению исполкома городского Совета депутатов трудящихся, он получил название Сквер имени 30-летия Победы. В центре сквера была установлена стела в память о погибших на войне, а сбоку от неё — бруситовый камень с надписью «Сквер имени 30-летия Победы. 9 мая 1975 года». В 1984 году рядом со стелой был открыт Вечный огонь (первоначально — Огонь Славы). В 1985 году стела была реконструирована, рядом с ней появились пилоны с именами погибших на войне. В 1989 году в сквере появился закладной камень памятника участникам локальных конфликтов и войн. В 2001 году сквер получил нынешнее название Сквер Победы, и около стелы был установлен ряд вертикальных плит с именами погибших. В том же году в сквере была построена часовня-памятник Державной иконы Божией Матери.
В 2004—2005 годах проводилась реконструкция сквера. Дорожки были выложены трёхцветной брусчаткой, были вырублены старые деревья, взамен посажены новые деревья и кустарники, разбиты клумбы, сделано новое освещение. В 2013 году в сквере были установлены QR-коды со ссылками на информацию о памятниках. В 2015 году на центральной площади была открыта Аллея Героев.

## Описание сквера
Сквер Победы расположен неподалёку от городского железнодорожного вокзала между улицами Шолом-Алейхема, Горького, Калинина и Октябрьской. Прилегающая к скверу территория застроена преимущественно 2-3-этажными зданиями 1950-х годов, а также 5-этажными зданиями 1960-х и 1970-х годов. Сквер вытянут с юго-запада на северо-восток. Рельеф плоский. Высажены лиственные и хвойные деревья. В центральной части сквера находится площадь, вымощенная тротуарной плиткой. Мемориальный комплекс расположен в северо-восточной части площади. В юго-западной части сквера находится часовня, в северо-восточной — кафе. У входа в сквер со стороны улицы Горького — памятный знак «Сквер Победы».

## Памятники

### Памятник «Боевая и трудовая слава Еврейской автономной области»
Первый памятник Великой Отечественной войны появился в 1970 году примерно в центре будущей площади сквера. Он представлял собой пирамидальный обелиск. Нынешний памятник «Боевая и трудовая слава Еврейской автономной области» был открыт 8 мая 1975 года одновременно со сквером. Первоначально это была бетонная стела со скошенной верхней частью. Рядом располагалась бетонная чаша-цветник. Стела была обращена лицевой стороной на юго-запад к центральной площади сквера.
В 1985 году памятник был реконструирован по проекту биробиджанского архитектора Михаила Черниса. 14-метровую стелу облицевали светлым мрамором, убрали надпись в верхней части и увенчали монумент металлическими лавровым венком и орденом «Победа». Основание монумента приобрело вид пирамидального стилобата. С северо-запада и юго-востока к подножью стелы ведут широкие лестницы.
В грани стилобата врезаны бетонные кубические пилоны с наклонными лицевыми сторонами, облицованные светлым гранитом. У юго-западной, лицевой стороны памятника — прямоугольный объём с датами «1941-1945». В начале 2010-х годов к датам добавилось обрамление в виде Георгиевской ленточки. На одном из пилонов высечена надпись «Вечная слава героям, павшим в борьбе за свободу и независимость нашей Родины», а на остальных — фамилии биробиджанцев, погибших в годы Великой Отечественной войны. В 2001 году за памятником был установлен ряд вертикальных плит с именами погибших.
Первоначально на пилонах было 1334 фамилии, но к 2015 году их число было увеличено до 3095. Отдельный пилон отведён для воинов-интернационалистов. Обсуждается вопрос увековечения тружеников тыла и ветеранов, которые не были призваны военкоматами ЕАО, но жили в Биробиджане после войны. В 2014 году памятник получил статус объекта культурного наследия регионального значения.

### Вечный огонь
Вечный огонь (первоначально — Огонь Славы) появился в сквере в 1984 году — к 50-летию Еврейской автономной области. Он установлен на облицованной чёрным гранитом плите напротив прямоугольного объёма с датами «1941-1945». Ранее на месте Вечного огня находилась бетонная чаша-цветник. Вечный огонь представляет собой металлическую звезду с газовой горелкой внутри. Автор проекта — первый секретарь горкома комсомола Александр Шлюфман, конструкция изготовлена бригадой сварщиков с завода силовых трансформаторов.
Первоначально огонь зажигался только по памятным датам. Так в 2011 году его зажигали в День Победы 9 мая, в День памяти и скорби 22 июня, в День окончания Второй мировой войны 2 сентября и в День памяти воинов-интернационалистов 15 февраля. В 2012 году огонь стали зажигать также днём по пятницам и субботам. В 2014 году после проведения реконструкции вспомогательного оборудования Вечный огонь стал гореть круглосуточно.

### Аллея Героев
Аллея Героев — это мемориал из 24 пилонов, установленных на площади рядом с Вечным огнём. На одном из них надпись «Аллея Героев», а на остальных — имена 17 Героев Советского Союза, 4 полных кавалеров ордена Славы и одного Героя Российской Федерации, живших в Еврейской автономной области. Пилоны изготовлены с использованием красного гранита, надписи нанесены сусальным золотом.
Инициатором увековечения в сквере Победы земляков-героев выступил участник обороны Ленинграда Михаил Кечинов. Это предложение было поддержано городским Советом ветеранов войны и труда, мэрией города и Законодательным собранием. Со 2 сентября 2014 года на установку Аллеи Героев вёлся сбор средств среди благотворителей. Торжественное открытие Аллеи Героев состоялось 7 мая 2015 года — накануне 70-летия Победы. 2 сентября того же года были открыты ещё два пилона аллеи.
Увековеченные на Аллее Героев:

| - Баранов, Михаил Павлович (1904—1985) — Герой Советского Союза - Богорад, Григорий Абрамович (1914—1996) — полный кавалер ордена Славы - Бондарь, Георгий Герасимович (1910—1945) — Герой Советского Союза - Бумагин, Иосиф Романович (1907—1945) — Герой Советского Союза - Вайсер, Владимир Зельманович (1921—1943) — Герой Советского Союза - Гагаринов, Александр Михайлович (1917—1984) — полный кавалер ордена Славы - Дорошенко, Трофим Тихонович (1907—1970) — Герой Советского Союза - Егоров, Павел Васильевич (1914—1989) — Герой Советского Союза - Кагыкин, Пётр Петрович (1912—1951) — Герой Советского Союза - Каширин, Александр Иванович (1911—1993) — Герой Советского Союза - Кащеева, Вера Сергеевна (1922—1975) — Герой Советского Союза - Коваль, Жорж Абрамович (1913—2006) — Герой Российской Федерации - Ковтун, Андрей Николаевич (1996—2022) — Герой Российской Федерации - Лопатин, Георгий Дорофеевич (1913—2003) — Герой Советского Союза - Мильченко, Семён Калинович (1921—1966) — Герой Советского Союза - Панов, Александр Семёнович (1922—1992) — Герой Советского Союза - Пеллер, Владимир Израйлевич (1913—1978) — полный кавалер ордена Славы - Попков, Александр Иванович (1913—1995) — Герой Советского Союза - Раскопенский, Александр Иванович (1905—1962) — полный кавалер ордена Славы - Романов, Николай Фёдорович (1916—1963) — Герой Советского Союза - Стяжкин, Михаил Михайлович (1920—1944) — Герой Советского Союза - Тварковский, Юрий Владимирович (1921—1943) — Герой Советского Союза - Устинов, Степан Григорьевич (1911—1943) — Герой Советского Союза - Шелест, Василий Галактионович (1923—1943) — Герой Советского Союза |

### Часовня Державной иконы Божией Матери

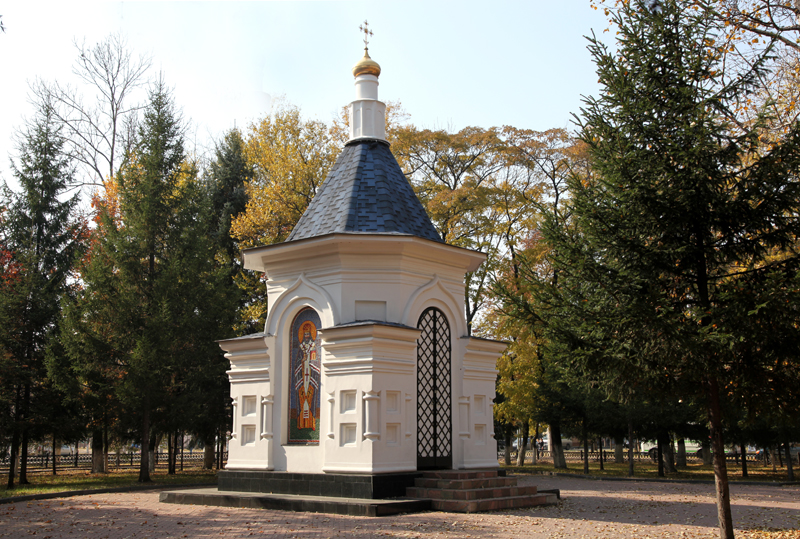
Часовня Державной иконы Божией Матери

Часовня Державной иконы Божией Матери была освящена 14 декабря 2001 года. Она посвящена жителям Еврейской автономной области, погибшим в военных конфликтах. Инициаторами строительства часовни выступили губернатор Николай Волков и председатель областной общественной организации воинов-интернационалистов Сергей Минко. Деньги на строительство были собраны среди благотворителей.
Каменная шатровая часовня увенчана небольшим куполом с крестом. Снаружи она украшена мозаиками с изображениями святителей Иннокентия, митрополита Московского, Иннокентия, первого епископа Иркутского и великомученика Георгия Победоносца. В часовне находится список Державной иконы Божией Матери. В декабре 2011 — январе 2012 года интерьер часовни был расписан в древнерусском стиле художниками-реставраторами из города Серпухов Московской области. На стенах изображены образы великомученика Георгия Победоносца и святого благоверного князя Александра Невского. В росписях преобладают оттенки красного, чтобы подчеркнуть тему воинства. Часовня приписана к храму Святителя Николая.